# Optimizmus
Az optimizmus, a pesszimizmus ellentéte, olyan életszemlélet, amiből nézve a világ jó, vagy kedvező hely. Az optimisták általában azt tartják, hogy az emberek jók. Az életről „kedvező” képük van, és abban hisznek, hogy idővel és végül a dolgok rendeződnek.
A filozófiában az optimizmus Gottfried Wilhelm Leibniz nevével kapcsolódik össze, aki azon a véleményen volt, hogy mi a „lehető legjobb világban” élünk, ami (theodicy – teodícia, annak állítása, hogy Isten jó és igazságos, a gonosz jelenléte ellenére) miatt Voltaire gúnyolta őt a Candide című szatirikus regényében. Ellentéte a filozófiai pesszimizmus. Még Leibniznél is optimistább volt talán William Godwin anarchista filozófus, aki ennek ellenére öngyilkos lett.
Az optimista jelzővel jellemzett ember az, aki derűlátó és bizakodó. Ellentéte a pesszimista, a borúlátó, reménytelenséggel eltöltött ember.
Az optimizmus szoros kapcsolatban van az önbecsüléssel, saját pszichológiai jólétünkkel és egészségünkkel. A téma legnevesebb angol nyelvű kutatója az amerikai Martin Seligman.
Közismerten optimisták a gyerekesek és a vallásos érzelműek. Optimista továbbá „hivatalból” minden uralkodó vagy hatalmon levő kormány és sajtója. Ezt nevezik kincstári optimizmusnak.
Az optimizmus a fenti ellentmondások miatt (a jó és a rossz egymás melletti/elleni léte) nem számít racionális viselkedésnek, az optimista gondolkodásnak sokszor semmilyen racionális alapja nincsen. Ennek ellenére működő, a fennmaradást segítő alkalmazkodási formának tűnik.
Pszichológusok szerint éppen azoknak van e felfogásra szüksége, akik valamilyen szomatikus vagy pszichikus ok miatt tartósan vagy átmenetileg depressziósok, amivel együtt jár a kilátástalanság (pesszimista) érzése. Az optimisták társaságának keresése ezért az öngyógyítás egyik ösztönös és példaszerű megnyilvánulásának számít.
Kritikus és érdekes ebből a szempontból a történetek befejezése, illetve azok kicsengése. Társadalmi igény ugyanis az emberekről szóló történetek „jó” befejezése, a „happy end”. Az optimizmust túlzásba is lehet vinni, ezt nevezik „struccpolitikának”: amikor valaki csak a kedvező híreket hajlandó tudomásul venni – ez hosszú távon a problémák halmozódásához vezet.
Az Essexi Egyetem kutatói a brit Proceedings of the Royal Society című tudományos folyóiratban tették közzé kutatásukat, mely szerint az optimizmust és a pesszimizmust genetikai tényezők is befolyásolják.